# Abu Nu'aym Ridwan
Abu Nu'aym Ridwan o Abu al-Nu'aym Ridwan (... – Granada, 1359), fu un ministro e comandante militare del sultanato di Granada.
Nato cristiano e di origine castigliana e catalana, fu catturato da bambino a Calatrava e portato come schiavo a palazzo. Si convertì all'Islam e salì di grado durante il regno di Ismaʿil I (al potere dal 1314 al 1325), venendo infine nominato precettore del figlio del sultano, Muhammad. Quando quest'ultimo divenne sultano con il nome di Muhammad IV all'età di dieci anni, Ridwan rimase ad occuparsi di lui e agì come suo tutore assieme alla nonna del sultano, Fatima bint al-Ahmar. Muhammad lo nominò hajib nel 1329, rendendolo il ministro di più alto rango a corte. Ricoprì questa carica anche durante il regno del successore di Muhammad, Yusuf I, e durante il primo regno (1354-1359) di Muhammad V, tranne per un breve frangente durante il governo di Yusuf. Fu ucciso durante il colpo di stato in occasione del quale Muhammad V venne deposto nel 1359.